# 布里亞娜·薩拉斯
布里亞娜·艾麗西亞·薩拉斯（英語：Bryana Alicia Salaz，1997年8月25日—），是一位美國女演員和歌手，曾參與美國之聲第七季並由關·史蒂芬妮擔任導師，但在20強被爆冷淘汰。薩拉斯隨後開始參演電視劇和聲演動畫片，並於2019年主演Netflix劇集《凱莉隊長》。

## 作品列表
| 年份      | 標題         | 角色               | 註               |
| --------- | ------------ | ------------------ | ---------------- |
| 2015      | 都市牛郎     | 安妮塔（Anita）         | 試播集後擱置     |
| 2016      | 超時空姐妹   | 黛西（Daisy）           | 常設；7集        |
| 2016      | 音樂玩家     | 貝琪（Becky）           | 1集              |
| 2019      | 小獅王守護隊 | 安加（Anga）           | 聲演；主演；20集 |
| 2019      | 公主闖天關   | 年輕的米蒂奧拉（Teen Meteora） | 聲演；1集        |
| 2019      | 馬里布救生營 | 洛根（Logan）           | Netflix電影      |
| 2019      | 馬里布救生營 | 洛根（Logan）           | 常設；7集        |
| 2019–2020 | 凱莉隊長     | 凱莉·康拉德（Kaylie Konrad）    | 主演             |
| TBA       | Freeridge    | TBA                | 主演             |

## 外部連結
- 布里亞娜·薩拉斯在互联网电影资料库（IMDb）上的資料（英文）